# Pijnackeria
Pijnackeria es un género de fásmidos de la familia Diapheromeridae distribuidos por la España peninsular y el sudeste de Francia continental.

## Especies
Se reconocen las siguientes:
- Pijnackeria barbarae Scali, Milani & Passamonti, 2013
- Pijnackeria hispanica (Bolívar, 1878)
- Pijnackeria lelongi Scali, Milani & Passamonti, 2013
- Pijnackeria lucianae Scali, Milani & Passamonti, 2013
- Pijnackeria masettii Scali, Milani & Passamonti, 2013
- Pijnackeria originis Scali, Milani & Passamonti, 2013
- Pijnackeria recondita Valero & Ortiz, 2015